# Mit Verachtung
Mit Verachtung ist ein deutscher Podcast der beiden Musiker Drangsal und Casper produziert vom DIFFUS Magazin, der auf allen gängigen Streamingplattformen verfügbar ist. Die erste Folge erschien am 18. Februar 2018 unter dem Namen Nanenliebe.

## Geschichte
Zu Beginn hätte der Podcast zweiwöchig erscheinen sollen, jedoch wurde dieser Rhythmus mit der sechsten-siebten Folge unterbrochen. Der Podcastname Mit Verachtung kann auf T-Shirts zurückgeführt werden, die beim Onlinehändler Krasser Stoff verkauft werden. Das Intro wurde von Max Gruber aka Drangsal produziert, angelehnt an einen 1990er Sitcom Stil.
Die erste Staffel des Podcasts enthält 15 Folgen, wovon die Pilotfolge eine geheime unveröffentlichte Episode darstellt und in der Nummerierung mitgezählt wird. Jede Folge hat außerdem einen eigenen Namen, der an ein Thema im Podcast angelehnt wird. Obwohl die beiden Musiker hauptsächlich alleine 45–80 Minuten sprechen, gab es mit Max Mönster (Folge vier-fünf) sowie Yung Hurn (Folge neun-zehn) zwei bekannte Gäste.
Zwischen dem 1. April und 5. Dezember 2021 wurde die zweite Staffel mit 17 Folgen im zweiwöchentlichen Rhythmus veröffentlicht. Gäste in dieser Staffel waren u. a. Alli Neumann, Bela B, Felix und Steffen von Kraftklub sowie Nura.

## Inhalte
Inhaltlich erzählen Drangsal und Casper im Dialog über witzige Ereignisse aus ihrem Leben, jedoch wurden im Laufe der Folgen auch Kategorien sowie Running Gags eingeführt. Feste Rubriken stellen Follow-ups der letzten Sendung oder die Playlist der Grill dar. Die Anglizismenkasse als Bestrafung für die Nutzung von Anglizismen wurde ab der zweiten-dritten Ausgabe Mofadeutsch eingeführt, jedoch in der zehnten-elften Ausgabe RIP Anglizismenkasse wieder verworfen. Casper ist mit 111 Anschlägen in neun Folgen der Anglizismenkönig gefolgt von Drangsal mit 100. In Summe beliefen sich die Erlöse daraus auf 1055 €, denn pro Anglizismus wurden 5 € in die Kasse eingezahlt, die für wohltätige Zwecke gespendet wurden.
Gegen Ende der einzelnen Folgen werden Musiktitel für den Grill besprochen, die in einer Spotify-Playlist gesammelt werden. In Folge eins-zwei wurde dieser Begriff als neues Synonym für den Schallplattenspieler vorgestellt. Mit Stand März 2021 hatte diese Playlist auf Spotify 10.457 Follower.

## Resonanz
Der Rolling Stone schreibt, dass Mit Verachtung „einer der erfolgreichsten deutschen Musiker-Podcasts“ sei und listet genauso wie Puls diesen in einer Bestenliste. Bei DWDL wurde Mit Verachtung zum Podcast der Woche gekürt und dort als „Fest und Flauschig der Musikwelt“ bezeichnet, welcher einer der erfolgreichsten deutschsprachigen Podcasts ist. Laut Charttable war Mit Verachtung auch unter den Top 50 Podcasts im Spotify Deutschland Ranking.
Zwischen November 2018 und März 2021 wurden keine neuen Folgen des Podcasts veröffentlicht. In einem Interview mit The New Insider erzählt Drangsal, dass es Pläne für eine Fortsetzung gab, diese jedoch aus unbekannten Gründen nicht umgesetzt wurden. Er dementierte jedoch die Gerüchte um einen Streit.